# كوهيبا (سيجارة)
كوهيبا (كلمة كوبية أصلية تعني "التبغ"  ) هي علامة سجائر تجارية كوبية تم إنشاؤها عن طريق شركة هابانوس إس إيه . ويتم تصنيعها حاليًا من قبل الشركة الفرنسية الإسبانية Altadis ، وهي شركة تابعة لشركة Imperial Brands . تنتج شركة "سجائر براسكوبا" العلامة التجارية في أمريكا اللاتينية ومنطقة البحر الكاريبي وروسيا منذ عام ٢٠٠٣.

## تاريخ
في عام ١٩٨٧ بدأ إنتاج سجائر كوهيبا في كوبا كمشروع مشترك بين شركة هابانوش إس إيه وشركة سيتا توباكو دي كانارياس، إس إل. وهي مصنوعة بالكامل من مزيج من التبغ الكوبي ذو الأوراق السوداء خالٍ من الإضافات بنسبة ١٠٠% من منطقة ڤويلتا أباخو، . تسمى سجائر كوهيبا سيجاريلوس نيجروس (السجائر السوداء) وهي معروفة بنكهتها القوية جدًا.
يتم بيع العلامة التجارية بشكل أساسي في كوبا ، ويتم توزيعها إلى العديد من البلدان مثل إسبانيا والنمسا .

## التعبئة والتغليف

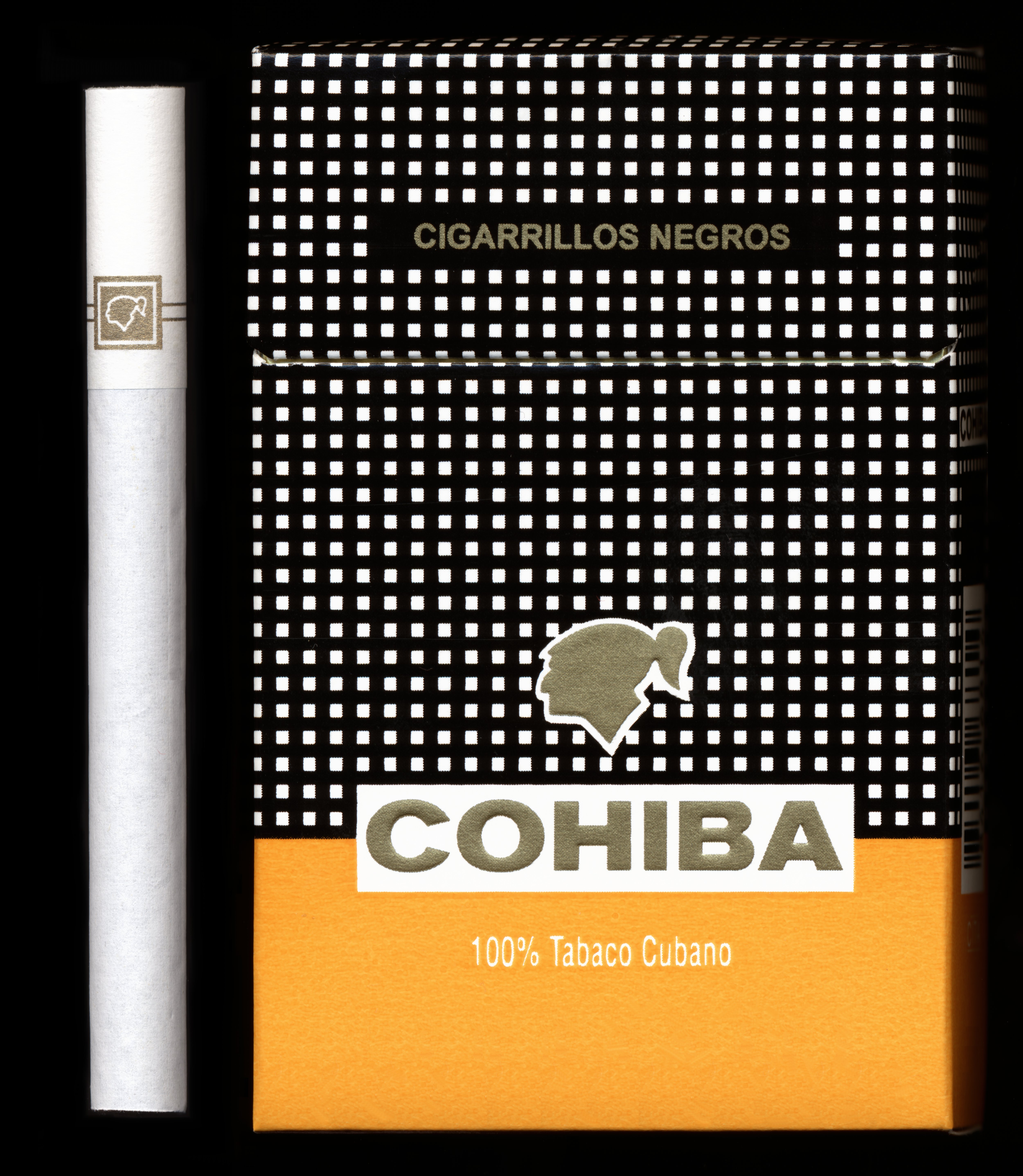
علبة كوهيبا، مع سيجارة على الجانب الأيسر

العبوة تتكون من نمط شطرنج أسود وأبيض، محاطًا في الأسفل بشريط أصفر برتقالي كبير. في الأعلى، يتم كتابة كلمة "أصلي". أسفل قليلاً، تظهر صورة لوصف رجل، و هو معرف رئيسي لعلامة كوهيبا، مع كتابة اسم "كوهيبا" أسفل الصورة. في الأسفل، يتم كتابة عبارة "سيجاريللوس كوبانوس 
كما هو الحال مع السجائر التي تحمل نفس الاسم، يتم تقسيم التعبئة إلى جزأين: نمط مربعات أسود وأبيض ولون برتقالي سادة، كل منهما يحمل كتابة "كوهيبا" و "سيجاريلوس نيجروس" باللون الذهبي. كلمة "كوهيبا" تأتي من لغة هنود التاينو وتعني تغليف مصنوع من أوراق التبغ. شعار كوهيبا هو رأس رئيس التاينو هاتوي، الذي يعتبر أول ثائر في كوبا. في التاريخ الحديث لكوبا تحت حكم كاسترو، عندما تم إنشاء علامة كوهيبا، كان هاتوي هو رمز مرحب به. السجائر نفسها بيضاء من الداخل تمامًا وتحتوي على خطين محيطيين لتمييز و رؤية المرشح، بالإضافة إلى رأس هاتوي، كلاهما مرة أخرى باللون الذهبي.
تم تغيير تصميم التغليف قليلاً في عام ٢٠٠٦: حجم الخطوط السوداء و البيضاء، حجم الخط، الخط الذهبي حول كتابة "كوهيبا" وبين المنطقة البرتقالية و السوداء و البيضاء. تم الاحتفاظ بتصميم السيجارة وبصمتها. التصميم الحالي يظهر أيضًا تغييرات بسيطة: تم إزالة الخط الذهبي المحيط بين المنطقة البرتقالية و السوداء و البيضاء. تم تقليل حجم كتابة "سيجاريلوس نيجروس" بحيث تتناسب تقريبًا مع ارتفاع المربعات البيضاء. تم طباعة ما يقرب من ٧٠٪ من الجزء الخلفي بتنبيه قانوني أبيض وأسود

## أنظر أيضا
- كوهيبا (علامة تجارية للسيجار)
- تدخين التبغ
- روميو وجوليتا

## روابط خارجية
- الموقع الرسمي
 – Brascuba (productor in Latin America and Caribbean)